# Stora gölen (Järsnäs socken, Småland)
Stora gölen är en sjö i Jönköpings kommun i Småland och ingår i Motala ströms huvudavrinningsområde.